# (55753) Raman
(55753) Raman ist ein Asteroid des mittleren Hauptgürtels, der von den deutschen Astronomen Freimut Börngen und Lutz D. Schmadel am 13. September 1991 mit dem Schmidt-Teleskop des Karl-Schwarzschild-Observatoriums (IAU-Code 033) im Tautenburger Wald entdeckt wurde.
Die Bahn von (55753) Raman wurde im Jahre 2003 gesichert, so dass eine Nummerierung vergeben werden konnte. Der Asteroid wurde am 6. August desselben Jahres auf Vorschlag von Freimut Börngen nach dem indischen Physiker C. V. Raman (1888–1970) benannt, der 1930 mit dem Nobelpreis für Physik ausgezeichnet wurde „für seine Arbeiten über die Streuung des Lichtes und die Entdeckung des nach ihm benannten Effekts“ (Raman-Streuung). Schon 1976 war ein Mondkrater der nordwestlichen Mondvorderseite nach C. V. Raman benannt worden: Mondkrater Raman.